# Vĩnh Thành (hoàng tử)
Vĩnh Thành (tiếng Trung: 永珹; 21 tháng 2 năm 1739 – 5 tháng 4 năm 1777), Ái Tân Giác La, là Hoàng tử thứ 4 của Thanh Cao Tông Càn Long Đế.

## Cuộc đời
Hoàng tử Vĩnh Thành sinh vào ngày 14 tháng 1 (âm lịch) năm Càn Long thứ 4 (1739). Sinh mẫu là Thục Gia Hoàng quý phi Kim Giai thị, một phi tần gốc Triều Tiên thuộc giai cấp Bao y. Ông là anh ruột của Nghi Thận Thân vương Vĩnh Tuyền, Hoàng cửu tử (chết sớm) và Thành Triết Thân vương Vĩnh Tinh.
Năm Càn Long thứ 28 (1763), tháng 11 (âm lịch), ông được chỉ định là con thừa tự của Lý Ý Thân vương Dận Đào – con trai thứ 12 của Khang Hi Đế. Cùng năm đó, ông được phong tước Đa La Lý Quận vương (多羅履郡王). Theo phân định kỳ tịch, Lý vương phủ phân vào cánh trái của Tương Bạch kỳ, do đó Vĩnh Thành cùng hậu duệ cũng theo kỳ tịch này.
Năm thứ 42 (1777), ngày 28 tháng 1 (âm lịch), giờ Thìn, ông qua đời, khi 39 tuổi. Sau khi qua đời, ông được truy thuỵ là Đoan (端), các lễ nghi đều án theo Thân vương mà tiến hành, do người cậu Kim Giản (金简) chủ trì. Thời Gia Khánh, ông được truy tặng Thân vương.

## Gia quyến

### Thê thiếp
- Đích Phúc tấn:

1. Nguyên phối: Nữu Hỗ Lộc thị (鈕祜祿氏), con gái A Lý Cổn (阿里袞)[1] – cháu nội của Át Tất Long và là tổ phụ của Hiếu Mục Thành Hoàng hậu.
2. Kế phối: Y Nhĩ Căn Giác La thị (伊尔根觉罗氏), thứ nữ của Ngạch phò Phúc Tăng Ngạch (富僧额) – Ngạch phò của Quận chúa, con gái thứ 2 của Di Hiền Thân vương Dận Tường.

- Trắc Phúc tấn: Hoàn Nhan thị (完颜氏), con gái của Nội vụ phủ Tổng quản Công Nghĩa (公義). Gia ân sau khi Vĩnh Thành qua đời.[2]
- Thứ thiếp: Cao thị (高氏), Hạ thị (夏氏), Trương thị (张氏).

### Hậu duệ
- Con trai:

1. Miên Huệ (綿惠; 20 tháng 10, 1764 – 6 tháng 9, 1796), mẹ là Hoàn Nhan thị. Được truy phong làm Lý Quận vương (履郡王). Vô tự. Nhận Dịch Luân (奕纶) – cháu nội Thành Triết Thân vương Vĩnh Tinh – làm con thừa tự.
2. Nhị tử (1766), chết non, mẹ là Hoàn Nhan thị.
3. Tam tử (1767 – 1769), mẹ là Hoàn Nhan thị.
4. Tứ tử (1771), chết non, mẹ là Hoàn Nhan thị.
5. Ngũ tử (1775), chết non, mẹ là Hạ thị.
6. Lục tử (1779), chết non, mẹ là Trương thị.

- Con gái:

1. Trưởng nữ (1766), chết non, mẹ là Cao thị.
2. Nhị nữ (1769 – 1787), mẹ là Hoàn Nhan thị. Năm 1781, Cách cách hứa hôn với Vượng Thấm Ban Ba Nhĩ (旺沁班巴尔), con trai của A Lạp Thiện Hòa Thạc thân vương La Bặc Tàng Đa Nhĩ Tể (罗卜藏多尔济).[3] Trước đó, Vượng Thấm Ban Ba Nhĩ đã đừng kết hôn với con gái của Vinh Thân vương Vĩnh Kỳ nhưng Quận quân đã qua đời vào năm 1780.[4] Sau khi đính hôn, Huyện chúa cũng được giao cho Phúc tấn của Vĩnh Kỳ nuôi nấng.[5] Năm 1785, Cách cách được phong Huyện Chúa và cả hai chính thức kết hôn.[5]
3. Tam nữ (1776 – ?), được phong Huyện Chúa, mẹ là Hoàn Nhan thị. Hạ giá Ngao Hán công Nạp Mục Trát Lặc Đa Nhĩ Tể (穆扎勒多尔济).

## Trong văn hoá đại chúng
| Năm  | Tác phẩm     | Diễn viên                                                                                  |
| 2018 | Như Ý truyện | Trưởng thành: An Kiệt (安杰) Thiếu niên: Hồ Tiên Hú (胡先煦) Ấu niên: Vinh Tử Sam (榮梓杉) |